# صدف زبر
صدف زبر (نام علمی: Acanthocardia tuberculata) گونه‌ای از صدف آب شور، نرم‌تنان دریایی دوکفه‌ای از تیرهٔ Cardiidae است. سردهٔ صدف‌های راه‌راه خاردار از الیگوسن بالایی تا اکنون وجود دارد.

## نگارخانه

دریچه سمت راست
دریچه چپ